# Дрезден (фільм, 2006)
«Дрезден» (нім. Dresden) — німецький телевізійний фільм режисера Роланда Зузо Ріхтера. Дія фільму розгортаються у часи Другої світової війни, зокрема під час бомбардування Дрездена в лютому 1945 року.
Фільм був вироблений німецьким телевізійним каналом ZDF і спочатку був поділений на дві частини тривалістю по 90 хвилин. Повна кіноверсія вийшла 2010 року.
Сюжет фільму був навіяний книгою Фрідріха Йорга «Вогонь».
Бюджет фільму склав 10 мільйонів €. Знімання відбувалося у Дрездені та Хемніці.

## Сюжет
Медсестра Анна Маут (Фелісітас Волль), що працює в Дрезденській лікарні, заручена з хірургом тієї ж лікарні Александром Веннінгером (Бенджамін Садлер). Невдовзі Анна знаходить в підвалі лікарні дивного чоловіка з видом волоцюги. Як виявилось ним був пілот Королівських ВПС Роберт Ньюман, літак якого був збитий над Німеччиною, а сам він при цьому був поранений. Анна допомагає пораненому та поступово закохується в нього.
Батько Анни, директор лікарні, тим часом займається незаконними оборутками з морфієм, призначеним для поранених. Він хоче назбирати грошей для того, щоб потім відкрити приватну практику у Швейцарії. Наречений, Веннінгер знає про це, і підтримує його, хоча і з докорами сумління.
Через бомбардування родині Анни не вдається виїхати з Дрездену. Анна, Роберт та Веннінгер разом пережили бомбардування. В епілозі фільму повідомляється, що Роберт загинув до народження їх з Анною доньки, в авіакатастрофі над Північним морем, невдовзі після завершення війни.
Події розгортаються за три дні до, а також під час бомбардування Дрездена (14-15 лютого 1945 року).

## Актори
- Фелісітас Волль — Анна Маут;
- Бенджамін Садлер — Александр Веннінгер, доктор;
- Джон Лайт  — Роберт Ньюман, льотчик;
- Хайнер Лаутербах — Карл Маут, батько Анни;
- Сюзанна Борман — Єва Маут;
- Марі Боймер — Марія Гольдберг;
- Кай Вайзінгер — Сімон Гольдберг;
- Вольфганг Штумп — Пастор з Фрауенкірхе;
- Міхаель Бранднер — Черговий в бомбосховищі;
- Андреас Гюнтер — 1. Фельджандарм;
- Юрген Хейнріх  — Гаутляйтер Мартін Мучманн;
- Джон Ког — Лейтенант Леслі;
- Катаріна Майнеке — Магда Маут;
- Марк-Олівер Моро — Солдат;
- Сандра Недеф — Єврейська жінка;
- Пол Рейді — Вільгельм;
- Габріела Марія Шмайде — Жінка;